# Índrabhūti
Indrabhūti (siglo X d. C.) es el más antiguo rey conocido de Sambalpur y —como budista— fue el fundador del vashraiana (‘sendero del diamante’, budismo tántrico). Se considera que su hermana, de nombre desconocido, que estaba casada con Iuvarash Yalendra de Lankapuri (distrito Subarnapur), fue la fundadora del sajayaiana (‘sendero fácil’).[cita requerida]
También se conoce como Índrabhuti a uno de los once gaṇādhipas de los yainas.

## Indrabhuti, en la época de Tilopa (discípulo de Kambalapada)
En relación con Indrabhuti, Yanmejaia Choudhury (2007: pág. 6) señala que era discípulo de Kambalapada (siglo X d. C.):

El siddha acharia popularizó los principios del vashraiana componiendo numerosos textos. Indrabhuti, discípulo del santo Kambalapada, causó sensación al componer su famoso tratado Gñana siddhi.
Janmejaya Choudhury

Gracias a la instrucción del practicante tántrico Tilopa (988-1069 d. C.), Indrabhuti aprendió pragñá (‘visión interna’, en sánscrito).

## Indrabhuti y el dios Jagannatha
Simhadeba (1987: pág. 317) afirma que el primer registro de Jagannatha en la literatura es en el Gñana siddhi atribuido a Indrabhuti Majasiddha, el adepto vashraiana del budismo.

N. K. Sahu destaca a Indrabhuti, el rash [rey] de Sambhal (Sambalpur), quien se considera que gobernó durante el oscuro período de la historia del oeste de Orissa por el autor que ha sido el difusor del budismo vashraiana. Él fue el primer siddha que identificó a Buda con Jagannath y fue el adorador de Jagannatha, a quien reza en varios lugares de su famosa obra Gñana siddhi. Antes de Indrabhuti no existía el concepto de que Jagannath era un dios adorable. Antes del Gñana siddhi, Jagannath era desconocido como deidad en la literatura sánscrita. El Jagannath que se menciona en el capítulo «Shanti parva» del Majábharata (en la edición Bangabasi, e incluso en la primera edición Bangabasi) es una interpolación, ya que no se encuentra en la edición Poona Kumbakonam.
J. P. Simjadeba

## Indrabhuti instaló la deidad de Jagannath
Por otra parte, Simjadeba (1987: pág. 317) señala que —según una tradición popular local de Sonepur— Indrabhuti instaló una murti (‘deidad, ídolo’) de Jagannath en una cueva del cerro Court Samalai:

Puri (Purushóttama Puri) era la sede de Purusottama y no de Jagannath. En el siglo X d. C., una revolución religiosa unificó al Jagannath de Sambalpur con el Purusóttama de Puri. Se puede decir que la población local de la colina Court Samalai (cerca de Sonepur) atribuye a una cueva importante la primera sede de adoración del Señor Jagannath. Parece ser que el Jagannath de rash Indrabhuti se instaló en esa cueva, lo que dio lugar a la tradición que aún está vigente en nuestros días. La colina Court Samalai requiere un investigación arqueológica adecuada para llegar a una conclusión definitiva.